# Audi A2
Audi A2 — автомобіль з  алюмінієвим кузовом  німецької автомобілебудівної компанії Audi AG (у складі концерну Volkswagen AG). Розроблявся, як економний і екологічний автомобіль. Був досягнутий коефіцієнт аеродинамічного опору автомобіля (Cw) — 0,252
У 2002 році отримав дизайнерську премію — Designpreis der Bundesrepublik Deutschland ( de).

## Опис
A2 вийшла на ринок, ще коли престижні автомобільні марки не випускали маленькі хетчбеки, проте, Ауді спровокувала справжній бум популярності в секторі компактних автомобілів. 
Інтер'єр машини дуже практичний і може з комфортом розмістити 4-5 чоловік, що робить його мало не ідеальним варіантом для сімейного використання. 
Показники їзди автомобіля досить непогані, будучи побудованим в основному з алюмінію, автомобіль досить маневрений і відмінно поводиться на вузьких заміських дорогах. 
Завдяки алюмінієвим конструкціям, вага автомобіля була знижена на 40%. Високий кузов Audi A2 має відмінні аеродинамічні характеристики і вражаюче низький рівень лобового опору. Під час їзди, в кабіні практично відсутній аеродинамічний шум, чого не скажеш про шум від двигунів, особливо дизельного. 

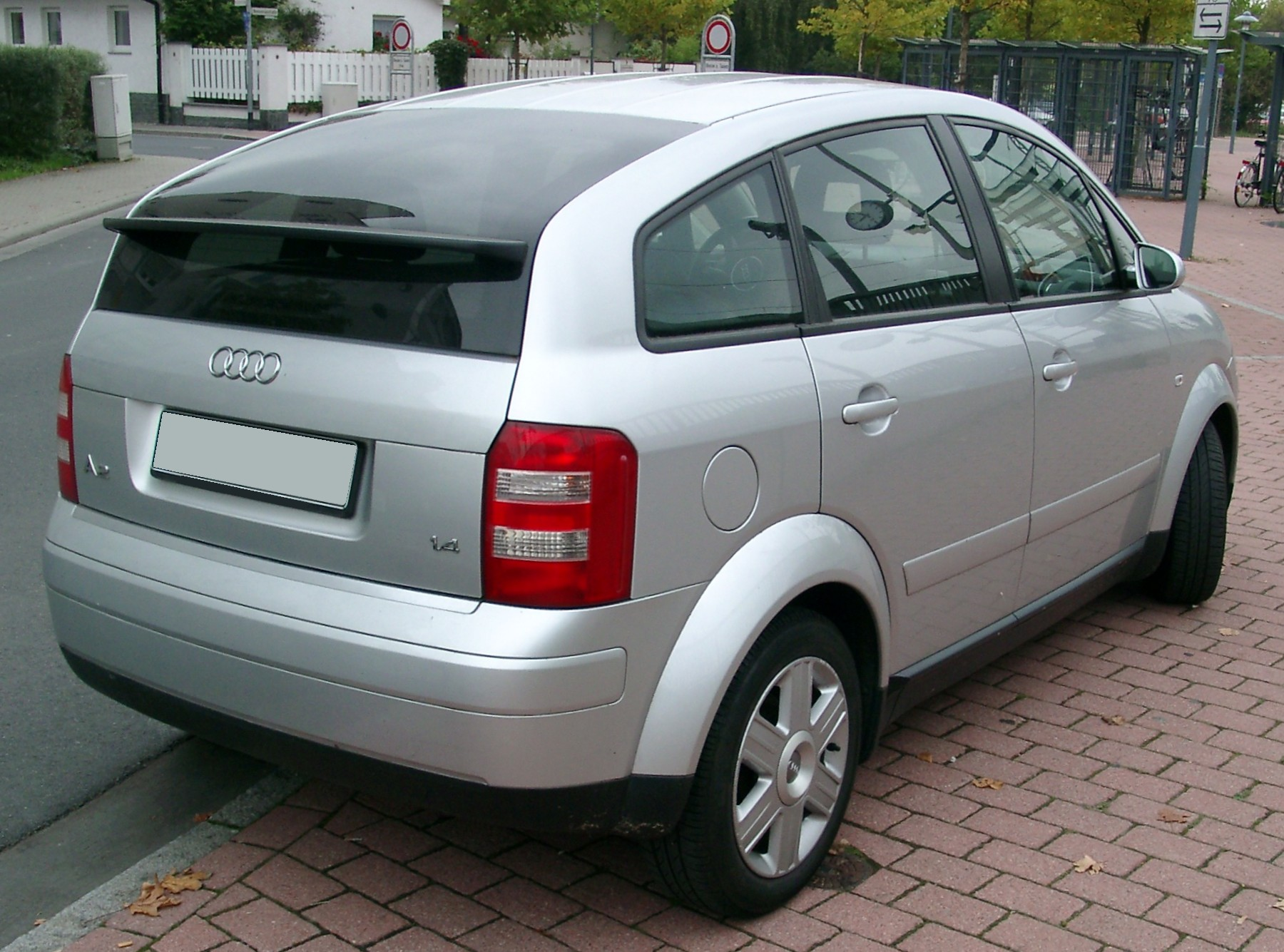
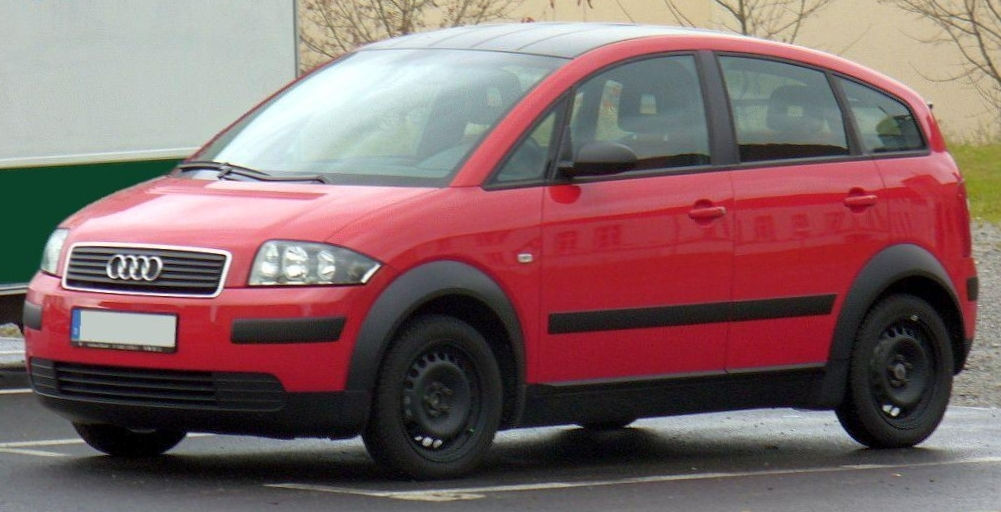
Audi A2 ColourStorm
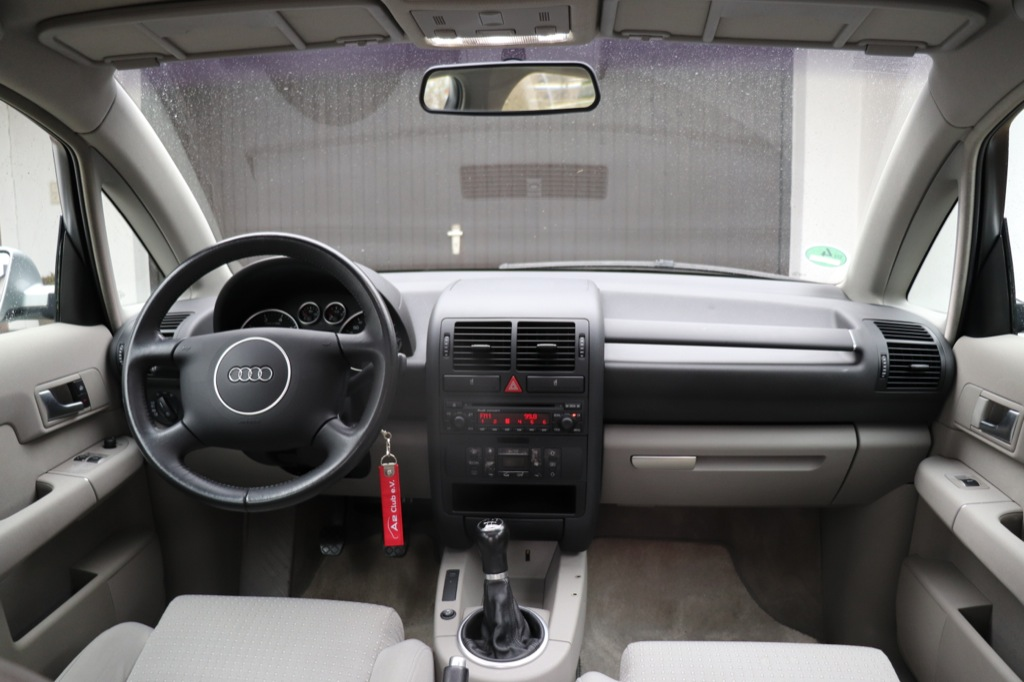

## Модифікації
- Audi A2 1.2 TDI 3L Хетчбек 2001
- Audi A2 1.4 Хетчбек 2000
- Audi A2 1.4 TDI Хетчбек 2000
- Audi A2 1.4 TDI 90 Хетчбек (2004 — 2005)
- Audi A2 1.6 FSI Хетчбек 2000

## Двигуни
- 1.4 L I4
- 1.6 L FSI I4
- 1.2 L TDI I3 (diesel)
- 1.4 L TDI I3 (diesel)

## A2 Concept (2011)

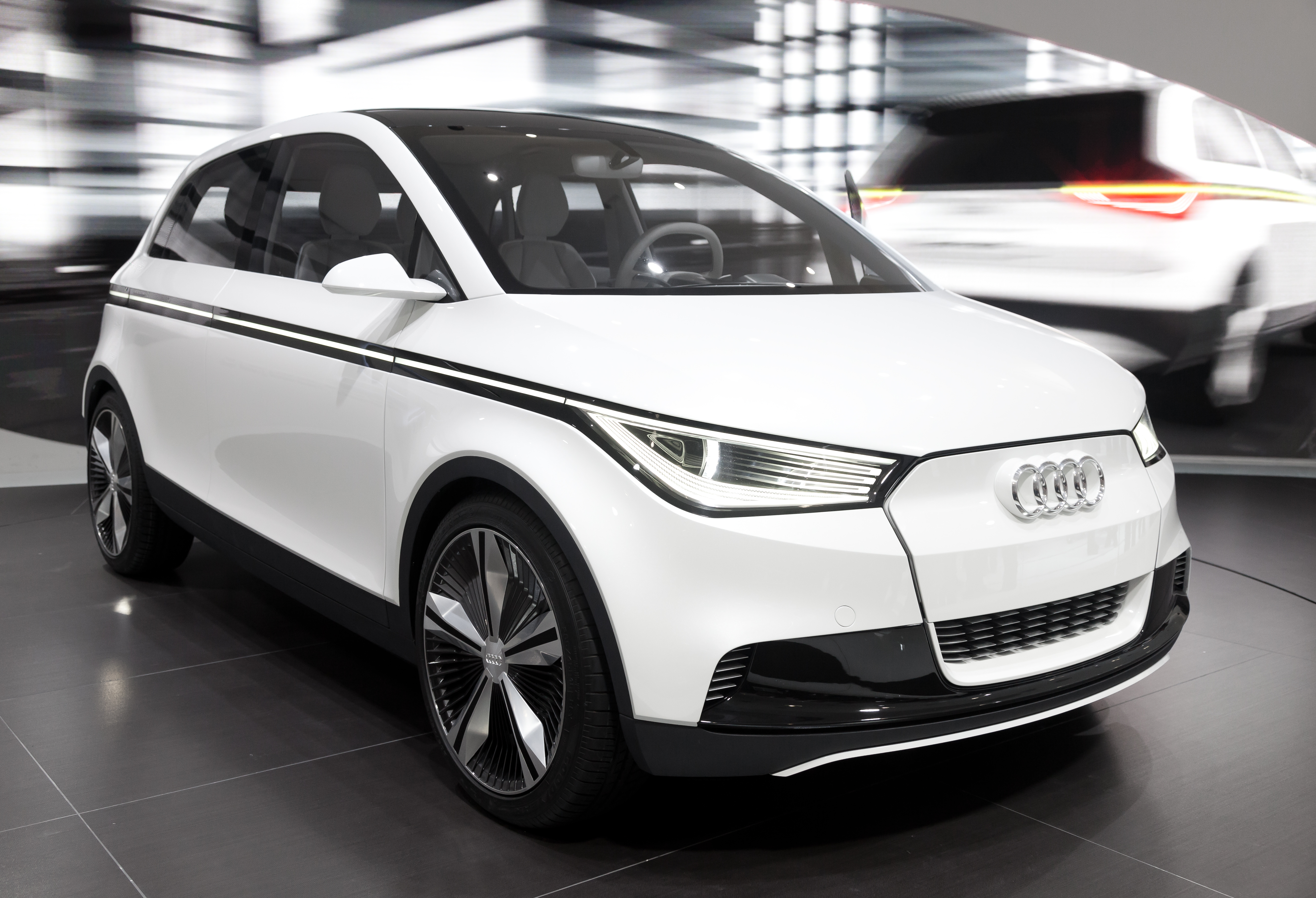

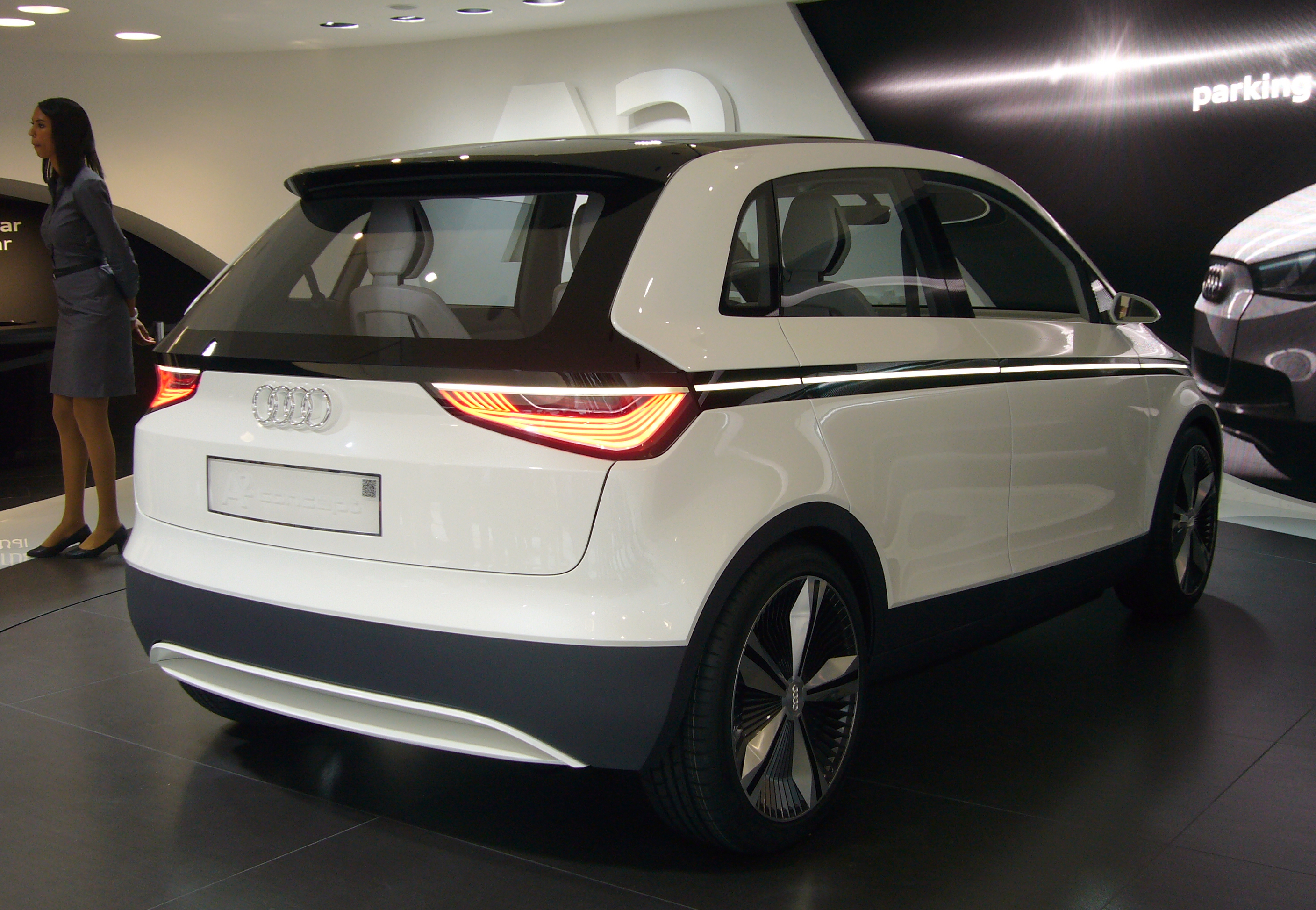

На Франкфуртському автосалоні у вересні 2011 року Audi представила повністю електричний концепт-кар A2, який анонсував очікуване друге покоління A2. 
Надбудова, виготовлена переважно з алюмінію, додаткові деталі з вуглецевого волокна та інші конструктивні особливості обмежують вагу до лише 1150 кг.
Літій-іонний акумулятор, розташований між підлогою, вміщує 24 кВт⋅год корисного заряду. Електродвигун встановлений поперечно в передній частині автомобіля, він забезпечує передачу енергії через передні колеса та використовує одноступінчасту коробку передач. 
Автомобіль також буде оснащений безконтактними технологіями перемикання передач по електропроводці, гальмування по електропроводці та рульового керування по електропроводці, а також матричною світлодіодною технологією для фар та задніх ліхтарів.
У червні 2012 року британський журнал Car Magazine повідомив , що Audi призупинила проект електричного A2 на невизначений термін після невтішних європейських продажів інших електромобілів, таких як Nissan Leaf та Mitsubishi i-MiEV, та прогнозованої роздрібної ціни понад 40 000 євро.
Повідомлялося, що, за словами директора з питань електромобільності та стратегії сталого розвитку Audi of America, електричний концепт A2 не був розробницьким прототипом з програмою випробувань, а єдиним концепт-каром, який буде показаний на автосалонах.